# Wojciech Jurasz
Wojciech Jurasz (ur. 18 lutego 1938 w Lwówku, zm. 18 grudnia 2007) – polski żużlowiec.
Wychowanek Stali Gorzów Wielkopolski. Reprezentował gorzowski klub w sezonach 1957-1972. Z drużyną Stali wywalczył 1 złoty (1969) oraz 5 srebrnych (1964, 1965, 1966, 1968, 1971) medali Drużynowych Mistrzostw Polski.